# Гідродинаміка згладжених частинок
Гідродинаміка згладжених частинок (ГЗЧ, англ. Smoothed Particle Hydrodynamics, SPH) — обчислювальний метод моделювання рідин та газів. Використовується в багатьох галузях досліджень, зокрема в астрофізиці, балістиці, вулканології та океанографії. Метод гідродинаміки згладжених частинок є безсітковим (англ. mesh-free) лагранжовим методом (тобто координати рухаються разом з рідиною), і роздільність методу можна легко відрегулювати відносно змінних, таких як густина.

## Метод
Метод ГЗЧ використовує поділ рідини на дискретні елементи, які називають частинками. Ці частинки мають просторову відстань (яку ще називають «довжина згладжування» і в рівняннях здебільшого позначають {\displaystyle h}), на якій їхні властивості «згладжуються» функцією ядра. Це означає, що кожну з фізичних величин кожної з частинок можна отримати підсумовуванням відповідних величин усіх частинок, котрі перебувають у межах двох згладжених довжин. Наприклад, температура в точці {\displaystyle \mathbf {r} } залежить від температури всіх частинок на відстані 2{\displaystyle h} від {\displaystyle \mathbf {r} }.
Вплив кожної з частинок на властивості оцінюється відповідно до її густини та відстані до частинки, що розглядається. Математично це описує функція ядра (позначається {\displaystyle W}). Як функцію ядра часто використовують функцію Гауса (функція нормального розподілу) або кубічний сплайн. Остання функція дорівнює нулю для частинок, що перебувають далі, ніж дві згладжені довжини (на відміну від функції Гауса, де є незначний вплив на довільній скінченній відстані). Це дозволяє економити обчислювальні ресурси, нехтуючи відносно малим впливом віддалених частинок.
Значення будь-якої фізичної величини {\displaystyle A} в точці {\displaystyle \mathbf {r} }, задає формула:
{\displaystyle A(\mathbf {r} )=\sum _{j}m_{j}{\frac {A_{j}}{\rho _{j}}}W(|\mathbf {r} -\mathbf {r} _{j}|,h),}
де {\displaystyle m_{j}} — маса частинки j, {\displaystyle A_{j}} — значення величини A для частинки j, {\displaystyle \rho _{j}} — густина, пов'язана з частинкою j, і W — згадана вище функція ядра. Наприклад, густину частинки {\displaystyle i} ({\displaystyle \rho _{i}}) можна виразити як:
{\displaystyle \rho _{i}=\rho (\mathbf {r} _{i})=\sum _{j}m_{j}{\frac {\rho _{j}}{\rho _{j}}}W(|\mathbf {r} _{i}-\mathbf {r} _{j}|,h)=\sum _{j}m_{j}W(|\mathbf {r} _{i}-\mathbf {r} _{j}|,h),}
де підсумовування {\displaystyle j} включає всі частинки моделі.
Аналогічно, просторову похідну кількості можна отримати інтегруванням частинами для зміщення оператора набла ({\displaystyle \nabla }) від фізичної величини до функції ядра:
{\displaystyle \nabla A(\mathbf {r} )=\sum _{j}m_{j}{\frac {A_{j}}{\rho _{j}}}\nabla W(|\mathbf {r} -\mathbf {r} _{j}|,h).}
Деформівний градієнт (дискретизація деформаційного градієнта)
{\displaystyle J_{i}(x,X)=\sum _{j\in N_{i}^{0}}V_{j}^{0}x_{ji}\nabla W(X_{ij})^{T},}
де {\displaystyle x_{ji}=x_{j}-x_{i}} та {\displaystyle X_{ij}=X_{i}-X_{j}.}
Корекція градієнту ядра
{\displaystyle {\tilde {\nabla }}W_{i}(X_{ij})=L_{i}\nabla W(X_{ij}),} де {\displaystyle L_{i}} — коригувальна матриця, яка визначається як
{\displaystyle L_{i}=(\sum _{j\in N_{i}^{0}}V_{j}^{0}\nabla W(X_{ij})X_{ij}^{T})^{-1}.}
В результаті отримуємо:
{\displaystyle J_{i}(x,X)=\sum _{j\in N_{i}^{0}}V_{j}^{0}x_{ji}{\tilde {\nabla }}W(X_{ij})^{T}.}
Деформівний градієнт використовується для обчислення лінійного інфінітезимального деформівного тензора
{\displaystyle \varepsilon (J)={\frac {1}{2}}(J+J^{T})-1.}
Енергія деформації
{\displaystyle \psi (J)=\mu \varepsilon :\varepsilon {\frac {\lambda }{2}}\mathrm {tr} ^{2}(\varepsilon ),}
де tr — слід, {\displaystyle \mu ,\lambda } — коефіцієнти Ламе, які можна знайти за допомогою модулів Юнга {\displaystyle k} та Пуасона {\displaystyle v}:
{\displaystyle \mu ={\frac {k}{2(1+v)}},\quad \quad \lambda ={\frac {kv}{(1+v)(1-2v)}}.}
Сили еластичного тіла визначаються як дивергенція тензора напруг
{\displaystyle f=\nabla \cdot P.}

## Програмне забезпечення для моделювання ГЗЧ
- RealFlow — офлайновий фізичний рушій, призначений для використання в галузі комп'ютерної графіки, анімації та спецефектів, який використовує ГЗЧ.
- FLUIDS v.1 [Архівовано 13 червня 2009 у Wayback Machine.] — проста, вільна (ліцензія zlib) тривимірна реалізація ГЗЧ у режимі реального часу для рідин, написана на C++, використовує для розрахунків CPU та GPU.
- GADGET[en] — вільно доступний код для космологічних симуляцій N-body/ГЗЧ.
- SPLASH — вільно доступний інструмент для візуалізації ГЗЧ-моделей.
- SPHysics [Архівовано 14 серпня 2012 у Wayback Machine.] — реалізація ГЗЧ з відкритим сирцевим кодом, написана на Фортрані.
- Physics Abstraction Layer — вільна система абстракції, яка підтримує фізичні рушії реального часу з підтримкою ГЗЧ.
- Pasimodo [Архівовано 13 лютого 2012 у Wayback Machine.] — програмний пакунок для методів моделювання, що базуються на частинках, включно з ГЗЧ.

## Застосування
Багато фізичних моделей розглядаються як рідина. Наприклад, Нільс Бор розглядав атом як краплю води. Прикладом, який підтверджував би моделювання реальної матерії ідеальною рідиною, є апроксимація нескінченно протяжної ядерної матерії, яка бере участь у електромагнітній та юкавській взаємодіях, ізотропною рідиною. Необхідною умовою для такого моделювання є достатньо висока щільність баріонів. Тоді вдається знайти відповідність між щільністю баріонів {\displaystyle \rho }, щільністю ядерного конденсату {\displaystyle \sigma }, середньою масою баріонів {\displaystyle {\bar {M}}} й макроскопічними характеристиками рідини — енергією {\displaystyle \epsilon } й тиском {\displaystyle P}, виразивши {\displaystyle P=P(\rho ,\sigma ,{\bar {M}})} та {\displaystyle \epsilon =\epsilon (\rho ,\sigma ,{\bar {M}}),} а швидкість {\displaystyle {\textbf {v}}_{\mu }} пов'язати із струменем баріонів {\displaystyle J_{\mu }}
{\displaystyle f=\nabla \cdot P.}
До характеристик баріонів входить також спін, тому така рідина повинна бути спіновою (так звана рідина Вейсенхоффа-Раабе). SPH застосовується для моделювання формування структури Всесвіту й розрахунків, які відносяться до еволюції галактик й галактичної динаміки. Також SPH знаходить застосування у балістиці.